# 開心女鬼
開心女鬼是香港無綫電視於1985年攝製的20集電視連續劇，監製梁材遠，主要演員包括鄭裕玲、鄧萃雯、呂有慧、呂良偉、張衛健、王書麒、邵美琪、秦沛、張英才等。

## 劇情大纲
傻大姐楊巧兒（鄭裕玲飾），因為父母雙亡，和妹妹楊可兒（鄧萃雯飾）自小相依為命，雖迫於現實淪落風塵，但心地善良，性格開朗。一次巧兒與男友良因婚事鬧翻，一氣之下自殺未成，不巧却因吃了同居的秦家赠送年糕噎死。她因枉死而徘徊天界，幸遇清朝的珍妃（呂有慧飾），珍妃因心念光緒帝，以致挑選多年投胎機會未果，在珍妃勸導下，巧兒學習放下前事，行善積德，方能投胎轉世為人。
可兒在巧兒去世後，生活無依，巧兒幸得舊識夜總會保鏢哈家光（呂良偉飾）幫助，得以照顧可兒，在投胎期限前，巧兒屢次下凡，與可兒共敘天倫，並多次救了可兒及他的朋友，唯巧兒不改頑皮本性，屢屢以法術作弄他人，給可兒帶來許多煩惱。
家光的弟弟哈家明（林立三飾）與可兒是鄰居，對無依的可兒照顧有加，令巧兒萌生愛意，巧兒不自禁附身在可兒身上，與家明發展了一段人鬼戀，但却使到暗戀可兒的秦傑（張衛健飾）與譚沛倫（王書麒飾）對家明產生誤會。此事讓家明的父親哈嘯天得知，大為反對，幾次與巧兒為難。
珍妃為了替巧兒尋公道，下凡與哈父多次鬥法，因而發現嘯天原來前世就是光緒，雖然身份及外表已不同，但前世愛侶，今生終於共聚。而家明也得以和真正的巧兒交往。可兒因坦承對倫有意思，傑決定退出成全兩人後更與可兒好友Maggie（邵美琪飾）暗生情愫。
家光欲轉正行，但卻牽涉殺人事件中，危急中蒙巧兒相助，倖免於難，但巧兒卻因此失去投胎的機會。本來巧兒將如煙霧般消逝，但天神願給善良的巧兒一個機會，讓她投胎作雞，誰知命運另有一個意想不到的安排……

## 演員表
- 郑裕玲
- 吕良伟
- 邓萃雯
- 林立三
- 张卫健
- 王书麒
- 秦沛
- 白茵
- 黃愷欣
- 邵美琪
- 呂有慧
- 張英才
- 劉兆铭
- 馬慧玲
- 吳家麗
- 陈有后
- 郭峰
- 吴镇宇
- 胡美仪
- 朱壁汶
- 佩雲
- 梁鴻华
- 何貴林
- 蘇漢生
- 梅蘭
- 白蘭
- 曹济
- 田永加
- 鄭少萍
- 俞明
- 范秋生
- 王華威
- 何鳳儀
- 廖靜嫻
- 許秀霞
- 陳惠瑜
- 陳立品
- 麥皓為
- 林嘉麗
- 曾慧雲
- 楊子幍
- 朱璧汶
- 葉觀楫
- 潘宏彬
- 龍天燊
- 李樹佳
- 徐新義
- 區偉麟
- 甘國衛
- 鄭君炽
- 薛彩霞
- 馮瑞珍
- 吕靜紅